# Séquia Molinar
Séquia Molinar és un canal de Ripoll (Ripollès) protegida com a bé cultural d'interès local.

## Descripció
Aquest aqüeducte és d'un sol arc.
A la sortida de Ripoll camí de Campdevànol hi ha l'antiga presa d'aigua molt ben aconduïda per un extens aqüeducte. Donà moviment a distintes industries. També anomenat el Rec de dalt.
El canal que té una llargada d'uns 4 km i una amplada de vora 2 m, tenia la particularitat d'agafar el riu Freser i deixar-la al riu Ter. Sempre transcorre pel vessant esquerra del riu. Durant el seu recorregut passa per can Noguera, Rocafiguera i el Sant, on són visibles murs medievals del canal. No és visible tot el seu recorregut perquè en arribar a Ripoll, al raval de Sant Pere, fou inutilitzat per facilitar el pas de vehicles. Al Sant, a la segona meitat del segle xx, es va canviar el curs del canal, construint un aqüeducte de formigó armat que no té cap valor històric. El canal està construït amb diversos materials: pedra del país o pedres de riu, unides amb morter de calç, ciment o formigó. En algun tram, el canal té com a paret la penya natural.

## Història
Séquia feta construir en el segle X per l'abat de Ripoll Arnulf.
La història industrial de la vila arrenca de la construcció dels dos canals del Ter i el Freser, reconstruïts el segle xvii i encara actius. Hi ha hagut una denúncia ecologista pel seu impacte al riu Freser, ja que no té regulat el seu cabal.